# Molaroni
Molaroni is een historisch motorfietsmerk.
De bedrijfsnaam was Fratelli Molaroni S.A, later Societa Moto Molaroni, Pesaro (1921-1927).
Molaroni was een Italiaans merk dat van 1921 tot 1927 stevige tweetakt-motorfietsen met eigen 296- en later ook 344 cc eencilinders maakte. Er kwam ook een 592 cc tweecilinder tweetakt-boxermotor. In 1925 introduceerde men een 347 cc kopklepper met Blackburne-motor. In hetzelfde jaar werd een nieuwe fabriek in Bergamo gebouwd, maar Molaroni bestond daarna niet lang meer.